# Core (альбом)
Core (укр. Ядро) — дебютний альбом американського рок-гурту Stone Temple Pilots, що вийшов в 1992 році.

## Історія
Засновниками гурту стали брати Роберт та Дін Делео, вокаліст Скотт Вейланд та барабанщик Ерік Кретц. Роберт та Скотт познайомились в 1986 році в Лос-Анджелесі та деякий час грали разом, після чого до гурту додались інші музиканти. Дін Делео жив в Сан-Дієго, а інші музиканти — в Лос-Анджелесі, тому деякі пісні вони вигадували, телефонувавши один одному. Коли нарешті вони зібрались разом, то вирушили у студію Rumbo Recording Studio, де працювали близько трьох тижнів. Музиканти записували пісні наживо, граючи в одній кімнаті. «Немає сенсу витрачати час на перевиробництво. Зрештою, це лише музика, розумієте. Тут треба покладатися на власні відчуття» — розповідав Вейланд.
Першим синглом з альбому стала пісня «Sex Type Thing». Її вважали профеміністською, проте Вейланд роз'яснював, що писав її з точки зору «типового американського мачо» і хотів розвінчати стереотипи. Щодо музичної складової композиції, то за словами гітариста Діна Делео, він надихався риффом Джиммі Пейджа з Led Zeppelin. Пісня не стала великим хітом, проте потрапила до ротації на радіо. Після її виходу гурт стали порівнювати із гранджовими колективами того часу, на кшталт Pearl Jam або Alice in Chains. Вейланд не був задоволений таким порівнянням, і наголошував, що Stone Temple Pilots були куди ближчими до класичних рок-гуртів 1970-х років, таких як The Doors.
Справжня популярність прийшла до Stone Temple Pilots після виходу другого синглу «Plush». Пісня про «втрачені нав'язливі стосунки» опинилась на верхівці музичного чарту Mainstream Rock, а також потрапила до звичайного хіт-параду поппісень. Вейланд і Дін Делео виконали акустичну версію в програмі MTV Headbanger's Ball і показали всьому світові, що Вейланд є чимось більшим, аніж звичайний рок-співак. Дейв Мастейн навіть запросив Stone Temple Pilots виступати на розігріві у його гурта Megadeth, і завдяки «Plush» дедалі більше глядачів стали впізнавати лос-анджелеський колектив.
Успіх альбому закріпили ще два сингли: «Wicked Garden», який написали Роберт та Скотт, а також «Creep», який потрапив на друге місце чарту Mainstream Rock. Завдяки цим пісням інтерес до альбому невпинно зростав, і він досяг третього місця в хіт-параді Billboard 200. Згодом платівка стала неймовірно успішною комерційно та отримала восьмиразову платинову сертифікацію. Stone Temple Pilots було названо «Найкращим новим виконавцем» на церемонії MTV Video Music Awards, а за пісню «Plush» музиканти отримали «Греммі» в номінації «Найкраще виконання в стилі хард-рок».

## Критичні відгуки
Одразу після виходу альбому гурт зіткнувся із нищівною критикою. Платівку порівнювали із творчості гранджових колективів та звинувачували Stone Temple Pilots в тому, що ті просто намагались заробити на популярному на той час стилі, хоча і не були родом з Сіетлу. До того ж їх постійно порівнювали із Pearl Jam, які вибухнули в 1992 році з хітами «Alive» та «Jeremy», а Скотта Вейланда — з Едді Веддером.
З часом стало зрозумілим, що STP дійсно не хотіли бути схожими на інших, а шукали та зрештою нашли власний неповторний стиль. Вони не намагались стати частиною «великої четвірки гранджу» — Nirvana, Alice in Chains, Pearl Jam, Soundgarden, — а пішли власним шляхом, постійно експериментуючи та врешті решт ставши успішними. Через багато років після релізу, Core став сприйматись як справжнє «ядро» того музичного стилю, з яким надалі Stone Temple Pilots досягнули великого успіху, не намагаючись копіювати «звук Сіетлу», а зберігаючи власне звучання, характерне для Південної Каліфорнії.
«Кряк-крек-дух-ну-ну-нухххххх!!! — удари грому та хрускіт гітари лунають услід за акапельним вступом фронтмена Скотта Вейланда до дебютного альбому Stone Temple Pilots Core, що вийшов 25 років тому. Це таке ж класичне звучання, як і у набагато старіших альбомів. І тоді, і зараз, це була „звукова котяча м'ята“ — уявіть собі групу підлітків, які в унісон вигукують інтро Вайланда, вдають з себе рок-зірку, грають на вигаданій гітарі тощо. Саме так багато людей познайомилися з STP, і сила цього гурту та їхнього дебютного альбому залишається сьогодні — і буде доти, доки зберігається невибагливий дух року» — зазначив Вільям Гудман в статті на сайті часопису Billboard, присвяченій двадцятип'ятиріччю Core.

## Список пісень
Автор слів — Скотт Вейланд, окрім зазначених пісень.
| #     | Назва                  | Автор слів        | Автор музики                       | Тривалість |
| ----- | ---------------------- | ----------------- | ---------------------------------- | ---------- |
| 1.    | «Dead & Bloated»       |                   | Р. Делео, Вейланд                  | 5:10       |
| 2.    | «Sex Type Thing»       |                   | Д. Делео, Кретц                    | 3:38       |
| 3.    | «Wicked Garden»        |                   | Р. Делео, Д. Делео                 | 4:05       |
| 4.    | «No Memory» (інстр.)   |                   | Д. Делео                           | 1:20       |
| 5.    | «Sin»                  |                   | Р. Делео                           | 6:05       |
| 6.    | «Naked Sunday»         |                   | Р. Делео, Д. Делео, Кретц, Вейланд | 3:49       |
| 7.    | «Creep»                | Вейланд, Р. Делео | Р. Делео                           | 5:33       |
| 8.    | «Piece of Pie»         |                   | Р. Делео                           | 5:24       |
| 9.    | «Plush»                | Вейланд, Кретц    | Р. Делео                           | 5:14       |
| 10.   | «Wet My Bed»           |                   | Р. Делео                           | 1:36       |
| 11.   | «Crackerman»           |                   | Р. Делео, Кретц                    | 3:14       |
| 12.   | «Where the River Goes» |                   | Д. Делео, Кретц                    | 8:25       |
| 53:37 |                        |                   |                                    |            |

## Учасники запису
| Stone Temple Pilots - Скотт Вейланд — вокал - Дін Делео — гітара - Роберт Делео — бас-гітара, бек-вокал - Ерік Крец — ударні | Технічний персонал - Брендан О'Брайен — продюсування та зведення - Стів Стюарт — менеджмент - Нік Дідіа — інженер - Дік Канешіро — 2-й інженер - Том Бейкер — майстеринг - Кевін Дизайн Хосманн — артдиректор - Катріна Діксон — фотографія - Крістіан Клейтон — ілюстрація |

## Місця в чартах

### Альбом
| Чарт (1993)                                          | Найвища позиція |
| ---------------------------------------------------- | --------------- |
| Австралія Australian Albums (ARIA)                   | 29              |
| Австрія Austrian Albums (Ö3 Austria)                 | 21              |
| Канада Canadian Albums (RPM)                         | 8               |
| Нідерланди Dutch Albums (MegaCharts)                 | 10              |
| Фінляндія Finnish Albums (Suomen virallinen lista)   | 22              |
| Німеччина German Albums (Offizielle Top 100)         | 53              |
| Нова Зеландія New Zealand Albums (Recorded Music NZ) | 11              |
| Норвегія Norwegian Albums (VG-lista)                 | 20              |
| Швеція Swedish Albums (Sverigetopplistan)            | 9               |
| Швейцарія Swiss Albums (Schweizer Hitparade)         | 36              |
| Велика Британія UK Albums (OCC)                      | 27              |
| США Billboard 200                                    | 3               |

| Чарт (1993)      | Позиція |
| ---------------- | ------- |
| US Billboard 200 | 10      |

| Чарт (1990—1999) | Позиція |
| ---------------- | ------- |
| US Billboard 200 | 93      |

### Сингли
| «Sex Type Thing»                                                       | 1992 | —  | —  | —  | 23 | —  | —  | —  | —  | —  | 55 |
| «Plush»                                                                | 1993 | 18 | 39 | 9  | 1  | 47 | 21 | 15 | 23 | 18 | 23 |
| «Wicked Garden»                                                        | 1993 | —  | —  | 21 | 11 | —  | —  | —  | —  | —  | —  |
| «Creep»                                                                | 1993 | —  | 59 | 12 | 2  | 76 | 45 | —  | 24 | —  | —  |
| «—» означає, що запис не потрапив до чарту або не виходив у цій країні |      |    |    |    |    |    |    |    |    |    |    |

## Сертифікації
| Регіон                                             | Сертифікація  | Продажі    |
| -------------------------------------------------- | ------------- | ---------- |
| Австралія (ARIA)                                   | Платиновий    | 70 000^    |
| Канада (Music Canada)                              | 2× Платиновий | 200 000^   |
| Нова Зеландія (RIANZ)                              | Золотий       | 7500^      |
| Велика Британія (BPI)                              | Срібний       | 60 000^    |
| США (RIAA)                                         | 8× Платиновий | 8 000 000^ |
| ^відвантаження, що базуються лише на сертифікаціях |               |            |